# Бабино (деревня, Тосненский район)
Ба́бино — деревня в Трубникоборском сельском поселении Тосненского района Ленинградской области.

## История
Впервые упоминается в Писцовой книге Водской пятины 1500 года как великого князя деревня дворцовая Бабино в Ильинском Тигодском погосте Новгородского уезда.
В 1670 году в деревне Бабино была построена первая, деревянная церковь.
В переписи 1710 года во Вдицком погосте Кривинской волости упоминается село Бабино… на речке Ровуни, вотчина боярина Петра Матвеевича Опраксина и в ней церковь деревянная во имя Николая Чудотворца.
В 1818 году церковь сгорела.
В 1822—1823 годах на месте сгоревшей церкви помещиком Иваном Максимовичем Фёдоровым и прихожанами бабинского прихода была выстроена новая каменная церковь.
Знаменская церковь в селе Бабино, имении Тырковых, являлась усыпальницей многих представителей старинных русских родов. Здесь был родовой склеп Трубниковых и Багратион-Мухранских — владельцев усадьбы Трубников Бор.

БАБИНО — село с усадьбой при реке Равани, на Петербургском шоссе, Бабинского сельского общества.

Дворов крестьянских — 95. Строений — 248, в том числе жилых — 103.

Школа, кузница, 4 мелочных лавки, питейный дом, постоялый дом. 

Число жителей по семейным спискам 1879 г.: 255 м. п., 284 ж. п.; по приходским сведениям 1879 г.: 215 м. п., 262 ж. п.;

В усадьбе: строений — 10, в том числе жилых — 8. Число жителей по приходским сведениям 1879 г.: 1 м. п., 1 ж. п. (1884 год)

БАБИНО — село бывшее владельческое при реке Равани. Дворов — 96, жителей — 509. Церковь, 4 лавки, постоялый двор. (1885 год)

В 1897 году церковь была перестроена, в ней были освящены приделы во имя святителя Николая и Святых Апостолов Петра и Павла. Пятиглавая церковь объединяла в свой приход семь окрестных деревень. При церкви работали церковно-приходская школа и библиотека. Церковный колокол весил 65 пудов.
Согласно данным первой переписи населения Российской империи:

БАБИНО — деревня, православных — 757, мужчин — 402, женщин — 370, обоего пола — 772. (1897 год)

В конце XIX — начале XX века деревня административно относилась к Любанской волости 1-го стана 1-го земского участка Новгородского уезда Новгородской губернии.

БАБИНО — село Бабинского сельского общества, дворов — 114, жилых домов — 156, число жителей: 320 м. п., 308 ж. п.

Занятия жителей — земледелие, лесные промыслы. Церковь, школа, хлебозапасный магазин, 3 мелочных лавки, пивная лавка, винная лавка, 2 постоялых двора, чайная.

БАБИНО — усадьба С. Д. Тыркова, дворов — 2, жилых домов — 4, число жителей: 9 м. п., 6 ж. п.

Занятия жителей — земледелие. Смежна с селом Бабино.

БАБИНО — посёлок Бабинского сельского общества, дворов — 9, жилых домов — 13, число жителей: 31 м. п., 28 ж. п.

Занятия жителей — железнодорожная служба и торговля. Станция Бабино, 2 мелочных лавки, 2 чайных, пивная лавка. (1907 год)

Согласно военно-топографической карте Петроградской и Новгородской губерний издания 1915 года, село Бабино насчитывало 91 крестьянский двор.
С 1917 по 1927 год деревня Бабино входила в состав Любанской волости Новгородского уезда Новгородской губернии.
С 1927 года в составе Бабинского сельсовета Любанского района.
С 1930 года в составе Тосненского района.
По данным 1933 года село Бабино являлось административным центром Бабинского сельсовета Тосненского района, в который входили 4 населённых пункта: деревни Бабинская Лука, Дритово, Манковщево и само село Бабино, общей численностью населения 1832 человека.
По данным 1936 года в состав Бабинского сельсовета входили 5 населённых пунктов, 284 хозяйства и 4 колхоза.

План деревни Бабино. 1937 год

В августе 1937 года был арестован и расстрелян последний священник Знаменской церкви — Анатолий Евгеньевич Мамонтов. Согласно топографической карте 1937 года деревня насчитывала 164 двора, в деревне находились почта, школа, церковь, медицинский пункт и сельсовет.
В 1939 году церковь закрыли.
Во время войны немцы использовали церковь как гараж.
Деревня была освобождена от немецко-фашистских оккупантов 29 января 1944 года.
В послевоенные годы здание церкви использовалось под клуб, который впоследствии сгорел.
С 1954 года деревня в составе Трубникоборского сельсовета.
В 1958 году население деревни Бабино составляло 913 человек.
По данным 1966 и 1973 годов деревня также находилась в составе Трубникоборского сельсовета и являлась его административным центром.
По данным 1990 года в деревне Бабино проживали 348 человек. Деревня являлась административным центром Трубнокоборского сельсовета в который входили 8 населённых пунктов: деревни Александровка, Апраксин Двор, Бабино, Бабинская Лука, Вороний Остров, Ручьи, Трубников Бор; посёлок Бабино, общей численностью населения 1283 человека.
В 1997 году в деревне проживали 277 человек, деревня являлась административным центром Трубникоборской волости, в 2002 году — 451 человек (русские — 96 %).
В 2007 году в деревне Бабино Трубниковборского СП — 351 человек.

## География
Деревня расположена в юго-восточной части района на автодороге М10 (E 105) «Россия» (Москва — Санкт-Петербург).
Расстояние до административного центра поселения — 4 км. Расстояние до районного центра — 47 км. Ближайший населённый пункт — посёлок Бабино.
Расстояние до ближайшей железнодорожной платформы Бабино — 2 км.
Через деревню протекает река Равань.

## Демография
| 2007 | 2010 | 2017 |
| ---- | ---- | ---- |
| 351  | ↘302 | ↗375 |

## Уроженцы
- Рябов, Виктор Васильевич (полный кавалер ордена Славы)

## Предприятия и организации
- Продовольственные магазины
- Магазины промышленных товаров

## Улицы
Вокзальная, Дритовская, Железнодорожная, Заречная, Московское шоссе, Набережная, Новая, Полевая, Речная, Садовая, Станционная, Фермерский переулок, Школьная.